# Oona-Kliff
Das Oona-Kliff ist ein nach Norden ausgerichtetes Kliff aus Fels und Eis im ostantarktischen Viktorialand. In den Outback-Nunatakkern erstreckt es sich nordwestlich des Mount Walton über eine Länge von 6 km. 
Der United States Geological Survey kartierte es anhand eigener Vermessungen und Luftaufnahmen der United States Navy aus den Jahren von 1959 bis 1964. Das Advisory Committee on Antarctic Names benannte es im Jahr 1970 nach dem estnischen Physiker Hain Oona (* 1945), Polarlichtforscher des United States Antarctic Research Program auf der Amundsen-Scott-Südpolstation im Jahr 1968.